# Contarinia merceri
Contarinia merceri är en tvåvingeart som beskrevs av Barnes 1930. Contarinia merceri ingår i släktet Contarinia och familjen gallmyggor. Inga underarter finns listade i Catalogue of Life.